# Gideon Samson
Gideon Samson (Den Haag, 17 februari 1985) is een Nederlands kinderboekenschrijver. De achternaam Samson is een pseudoniem.  Volgens de schrijver heeft hij dit pseudoniem gekozen met het oog op toekomstige vertalingen van zijn boeken. Zijn eigen achternaam zou onuitspreekbaar zijn voor niet-Nederlandstaligen. Inmiddels zijn er vertalingen van zijn boeken verschenen in het Duits, Deens, Fries, Spaans, Catalaans, Sloveens, Russisch, Turks, Chinees, Bulgaars, Perzisch en Italiaans.

## Biografie
Gideon Samson werd geboren in 1985. Zijn moeder, Marjet van Cleeff (1955), schreef samen met Marja Roscam Abbing (1946) jeugdboeken onder de naam Abbing & Van Cleeff. Als kind droomde hij van een carrière als profvoetballer. Gideon Samson studeerde Nederlands, een studie die hij niet afrondde. Hij stapte over naar film- en televisiewetenschappen in Amsterdam.
Al jong, op tweeëntwintigjarige leeftijd, debuteerde Gideon Samson als schrijver met Niks zeggen! (2007), waarvoor hij meteen een Vlag en Wimpel won. Twee jaar later gevolgd door een Zilveren Griffel voor zijn tweede boek Ziek (2009), waarmee hij destijds de jongste Zilveren Griffel-winnaar ooit was. In 2019 won hij de Gouden Griffel met het boek Zeb. (2018).

## Werk
Met Zwarte zwaan (2013) rekende Gideon Samson af met het romantische cliché van het onschuldige kind. Het onthutsende einde van het boek zet aan tot nadenken over schuld en onschuld, over slachtofferschap. Het idee voor het boek ontstond, als een JK-Rowling- ervaring, in de trein. Een boek over een eeuwige meisjesvriendschap en over de dood. Rifka, een "oprecht rotkind" volgens de schrijver, is slim, dominant en manipulatief. Rifka maakt een plan om aanwezig te kunnen zijn op haar eigen begrafenis. Deze practical joke roept associaties op met Tom Saywer van Mark Twain. Zwarte zwaan is een psychologische thriller voor jongeren. In korte zinnen en met veel dialogen wordt het verhaal verteld vanuit een wisselend vertelperspectief. Drie kinderen geven  ieder hun versie van de uit de hand gelopen grap. Hierdoor geeft het boek een geloofwaardig beeld van hoe complex de zaken in elkaar zitten. De namen van personages zijn, volgens Samson, een eerbetoon aan Daan Remmerts de Vries. Met zijn boek Voordat jij er was won deze de Gouden Griffel in het jaar dat Samson een Zilveren Griffel ontving voor Ziek. Eerder bemachtigde Remmerts de Vries ook een Gouden Griffel voor Godje, een ander literair rotkind.
Zwarte zwaan werd bij uitzondering gelauwerd met zowel de Zilveren Griffel als een eervolle vermelding van de Gouden Lijst. Volgens het juryrapport van de Zilveren Griffel is Zwarte zwaan bovenal een door-en-door donkere roman. Het zware gevoel van onbehagen verlaat de lezer geen moment. Internationaal was Zwarte zwaan in 2013 ook een succes. Het boek werd door de Internationale Jugendbibliothek gekozen als White Raven, een jaarlijkse lijst van 250 boeken, gekozen uit het wereldwijde aanbod van meer dan 10.000 titels.
Overspoeld (2014) is het verhaal van Julius 't Hart, die tijdens de tsunami in 2004 vrijwilligerswerk deed op Sri Lanka. Het boek verscheen in de serie Slash-boeken van uitgeverij Querido. Een schrijver en een jongere werken nauw samen om gezamenlijk het levensverhaal van de jongere te vertellen in een roman. Als beste oorspronkelijk Nederlandstalige boek kreeg Samson voor Overspoeld de Gouden Lijst 2015. Een citaat uit het juryrapport:
De directheid waarmee Samson de rauwe werkelijkheid toont, grijpt je als lezer meermalen bij de keel. De indringende beelden blijven op het netvlies staan en de passende staccato stijl maakt duidelijk dat de ramp niet te bevatten is.
Onder het pseudoniem Menno Fernandes schreef Samson een jaar lang op de Achterpagina van het NRC Handelsblad de column De scheids over zijn ervaringen als scheidsrechter in de lagere regionen van het amateurvoetbal. De columns werden gebundeld in het gelijknamige boek dat in 2014 bij uitgeverij Podium verscheen. Het pseudoniem Fernandes is een eerbetoon aan Samsons grootmoeder.
In 2014 hield Samson onder de titel Messen en scharen zijn kindergevaren de jaarlijkse Annie M.G. Schmidtlezing. Hij verdedigde daarin onder andere de stelling dat een kinderboek alleen goed is als het ook door volwassenen gewaardeerd kan worden.

## Prijzen in Nederland

### Gouden Griffel
- 2019 - Zeb. (Joren Joshua kreeg voor zijn illustraties een Zilveren Penseel.)

### Zilveren Griffel
- 2010 - Ziek
- 2013 - Zwarte zwaan

### Vlag en Wimpel
- 2008 - Niks zeggen!
- 2017 - Eilanddagen
- 2018 - Alle dieren drijven

### Gouden Lijst, het beste jeugdboek voor 12- tot 15-jarigen
- 2013 - Zwarte zwaan (eervolle vermelding)
- 2015 - Overspoeld

### Dioraphte Literatour Prijs, de prijs voor het beste jongerenboek
- 2015 - Overspoeld (nominatie)

### Woutertje Pieterse Prijs
- 2019 - Zeb. (nominatie)

### Nienke van Hichtum-prijs
- 2019 - Zeb.

## Internationale waardering

### Astrid Lindgren Memorial Award
- 2018: genomineerd in de categorie auteurs[14]
- 2019: genomineerd in de categorie auteurs
- 2020: genomineerd in de categorie auteurs
- 2021: genomineerd in de categorie auteurs
- 2022: genomineerd in de categorie auteurs

### IBBY Honour List (International Board on Books for Young people)
- 2012 - Met je hoofd boven water[15]
- 2020 - Zeb.

### White Raven(Internationale Jugendbibliothek)
- 2013 - Zwarte zwaan
- 2015 - Overspoeld
- 2019 - Zeb., samen met de illustrator Joren Joshua